# Sandro Mazzola
Alessandro ("Sandro") Mazzola (Torino, 1942. november 8. –) olasz labdarúgócsatár. Édesapja az olasz legenda Valentino Mazzola, aki az 1949-es Superga-légikatasztrófa áldozataként vesztette életét, az 1940-es évek legkeresettebb olasz labdarúgója volt, sorozatban 5 Serie A-címet nyert a Grande Torinóval. Sandro Mazzola a La Granjde Inter néven ismert Inter Milanban játszott. Több pozícióban is be lehetett vetni. Általában a belső jobb szélen játszott, de volt csatár, szélső és visszavont ék is. Kései éveiben általában támadó középpályásként játszott, jó passzai voltak, dicsérték meglátásai, technikája, cselei és visszazárási képessége miatt is. Csatárként igazi gólszerző volt. Ismert sebessége, kitartása, egyensúlyérzéke, gyorsulása és agilitása miatt, ami együtt járt tökéletes labdakontrollal és technikai képességgel, az 1 az 1 elleni szituációkban szinte mindig megverte a védőket.
Pályafutása tizenhét szezonját mind az Internazionale színeiben játszotta, tehát egycsapatos játékos, négy Serie A-címet nyert (1963, 1965, 1966 és 1971), kétszeres Bajnokcsapatok Európa-kupája-győztes (1964 és 1965) és két interkontinentális kupát (1964 és 1965), az 1964-65-ös szezon gólkirálya és legjobb csatára lett. Az olasz labdarúgó-válogatottal megnyerte a labdarúgó-Európa-bajnokságot 1968-ban, az 1970-es világbajnokságon döntőbe jutott. Visszavonulása után az olasz nemzeti televízióban (RAI) dolgozik labdarúgásanalizálóként is kommentátorként. Mazzola széles körben minden idők egyik legismertebb olasz labdarúgója.

## Klubcsapatokban
| Klub                  | Szezon         | Liga           | Liga            | Liga  | Nemzeti kupa    | Nemzeti kupa | Európai         | Európai | Egyéb           | Egyéb | Összesen        | Összesen |
| Klub                  | Szezon         | Bajnokság      | Pályára lépések | Gólok | Pályára lépések | Gólok        | Pályára lépések | Gólok   | Pályára lépések | Gólok | Pályára lépések | Gólok    |
| --------------------- | -------------- | -------------- | --------------- | ----- | --------------- | ------------ | --------------- | ------- | --------------- | ----- | --------------- | -------- |
| Internazionale Milano | 1960–61        | Serie A        | 1               | 1     | 0               | 0            | 0               | 0       | —               | —     | 1               | 1        |
| Internazionale Milano | 1961–62        | Serie A        | 1               | 0     | 0               | 0            | 0               | 0       | —               | —     | 1               | 0        |
| Internazionale Milano | 1962–63        | Serie A        | 23              | 10    | 1               | 1            | —               | —       | —               | —     | 24              | 11       |
| Internazionale Milano | 1963–64        | Serie A        | 30              | 9     | 0               | 0            | 9               | 7       | —               | —     | 39              | 16       |
| Internazionale Milano | 1964–65        | Serie A        | 33              | 17    | 2               | 0            | 6               | 3       | 2               | 1     | 43              | 21       |
| Internazionale Milano | 1965–66        | Serie A        | 30              | 19    | 1               | 0            | 4               | 1       | 2               | 2     | 37              | 22       |
| Internazionale Milano | 1966–67        | Serie A        | 30              | 17    | 2               | 2            | 10              | 3       | —               | —     | 42              | 22       |
| Internazionale Milano | 1967–68        | Serie A        | 28              | 6     | 9               | 2            | —               | —       | —               | —     | 37              | 8        |
| Internazionale Milano | 1968–69        | Serie A        | 29              | 7     | 3               | 0            | —               | —       | —               | —     | 32              | 7        |
| Internazionale Milano | 1969–70        | Serie A        | 28              | 4     | 5               | 1            | 10              | 1       | —               | —     | 43              | 6        |
| Internazionale Milano | 1970–71        | Serie A        | 29              | 7     | 3               | 2            | 1               | 0       | 3               | 1     | 36              | 10       |
| Internazionale Milano | 1971–72        | Serie A        | 28              | 7     | 9               | 2            | 9               | 2       | —               | —     | 46              | 11       |
| Internazionale Milano | 1972–73        | Serie A        | 26              | 2     | 9               | 4            | 6               | 0       | —               | —     | 41              | 6        |
| Internazionale Milano | 1973–74        | Serie A        | 26              | 4     | 10              | 3            | 2               | 0       | —               | —     | 38              | 7        |
| Internazionale Milano | 1974–75        | Serie A        | 23              | 3     | 7               | 0            | 4               | 0       | —               | —     | 34              | 3        |
| Internazionale Milano | 1975–76        | Serie A        | 25              | 2     | 10              | 4            | —               | —       | —               | —     | 35              | 6        |
| Internazionale Milano | 1976–77        | Serie A        | 28              | 1     | 9               | 3            | 2               | 0       | —               | —     | 39              | 4        |
| Internazionale Milano | Összesen       | Összesen       | 418             | 116   | 80              | 14           | 63              | 17      | 7               | 4     | 568             | 161      |
| Teljes karrier        | Teljes karrier | Teljes karrier | 418             | 116   | 80              | 14           | 63              | 17      | 7               | 4     | 568             | 161      |

1. 1 2 3 4 5  Összes pályára lépése az Európa kupán.
2. 1 2  Összes pályára lépése az interkontinentális kupán.
3. 1 2  Összes pályára lépése a Vásárvárosok kupáján.
4. ↑  Összes pályára lépése az Angol-Olasz kupán.
5. 1 2 3 4  Összes pályára lépése az UEFA-kupán

## A válogatottban
| Nemzeti csapat | Év       | Pályára lépése(k) | Gólja(i) |
| -------------- | -------- | ----------------- | -------- |
| Olaszország    | 1963     | 4                 | 1        |
| Olaszország    | 1964     | 3                 | 3        |
| Olaszország    | 1965     | 8                 | 6        |
| Olaszország    | 1966     | 9                 | 5        |
| Olaszország    | 1967     | 3                 | 3        |
| Olaszország    | 1968     | 5                 | 0        |
| Olaszország    | 1969     | 4                 | 2        |
| Olaszország    | 1970     | 10                | 2        |
| Olaszország    | 1971     | 5                 | 0        |
| Olaszország    | 1972     | 8                 | 0        |
| Olaszország    | 1973     | 6                 | 0        |
| Olaszország    | 1974     | 5                 | 0        |
| Összesen       | Összesen | 70                | 22       |